# Fredrik III av Brandenburg-Bayreuth
Fredrik III av Brandenburg-Bayreuth, tyska: Friedrich III. von Brandenburg-Bayreuth, född 10 maj 1711 i Weferlingen nära Magdeburg, död 26 februari 1763 i Bayreuth, var regerande markgreve av Brandenburg-Bayreuth från 1735.

## Biografi

### Uppväxt och utbildning
Fredrik var äldste son till markgreve Georg Fredrik Karl av Brandenburg-Bayreuth i äktenskapet med Dorotea av Schleswig-Holstein-Sonderburg-Beck och tillhörde huset Hohenzollerns yngre Brandenburg-Kulmbach-Bayreuth-gren, även kallad Brandenburg-Weferlingen efter slottet där.
Han fick en omfattande utbildning och studerade åtta år vid universitetet i Genève, som vid denna tid var kalvinistiskt orienterat. Genève var en europeisk bildningsstad där de mer reformert protestantiskt sinnade furstehusen lät utbilda sina barn. Förutom Fredrik uppehöll sig även hans äldre farbröder Fredrik Ernst och Fredrik Kristian här. Staden präglades av personligheter som Jean-Alphonse Turrettini och Jean-Jacques Rousseau. Fredriks utbildning utformades av hovmästaren Johann Georg Erckert, senare av friherre Friedrich Carl Voit von Salzburg. Han blev tidigt frimurare.
Den 21 november 1730 gav han sig ut på en bildningsresa via Lyon till Paris. Han reste med litet beridet följe i en droska. Resan är detaljerat beskriven genom den reseräkning som fördes. Fredrik studerade konstnärliga och tekniska innovationer under sin resa och fick ett intryck av fransk kultur och den ståndsmässiga livsstil som förväntades av en furste. Han ägnade sig åt studier av det franska språket och utvecklade sina färdigheter som flöjtist, som han redan i hemlandet grundlagt. I Paris tog han flöjtlektioner av Michel Blavet, gick på teatern, besökte många kända byggnadsverk och lärde sig olika konsthantverk.
Som brorson till drottning Sofia Magdalena av Danmark introducerades han av den danske ambassadören till Paris sällskapsliv. I Versailles väcktes hans intresse av parklandskapen och fontänerna. De kom senare att tjäna som inspiration vid hans utbyggnad av Eremitaget i Bayreuth. Hans resa förde även genom flera städer i Österrikiska Nederländerna och Förenade Nederländerna, där han studerade militära anläggningar. I Amsterdam deltog han vid gudstjänster för flera olika konfessioner och observerade olika religiösa bruk. På sin återresa stannade han till i Düsseldorf och Frankfurt am Main. Troligen skedde en förhandling med det preussiska legationsrådet Luscius redan som förberedelse för förlovningen med Wilhelmine av Preussen. Den 18 maj 1731 nådde han sitt framtida residens i Bayreuth, troligen för första gången i livet.

### Äktenskap och familj

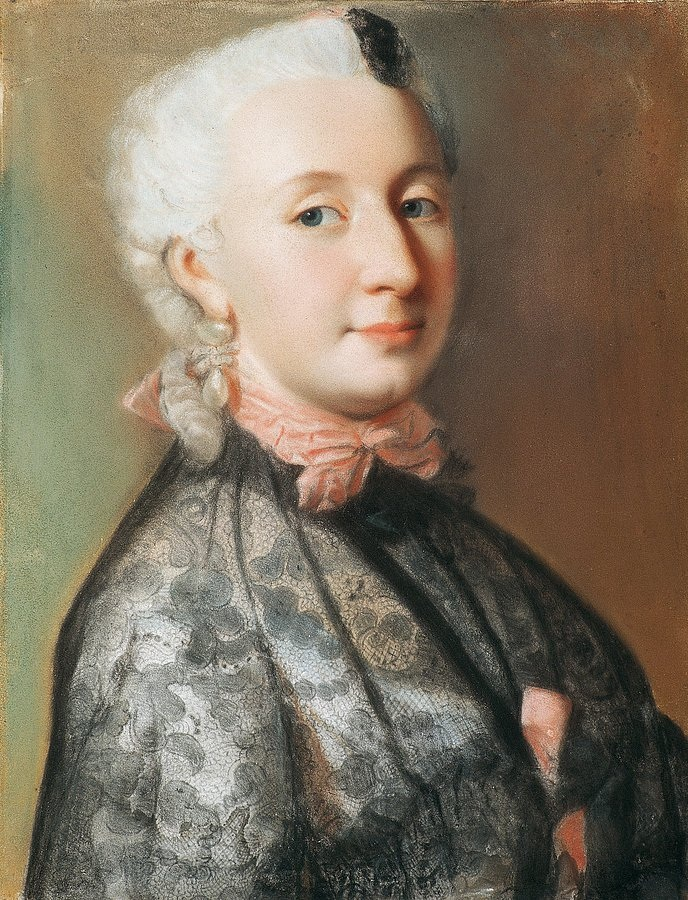
Wilhelmine av Preussen (1709-1758)

Fredrik reste 23 maj 1731 via Hof och Leipzig till det preussiska hovet i Potsdam. Kung Fredrik Vilhelm I och drottning Sofia Dorotea förberedde sig att gifta bort äldsta dottern Wilhelmine. Politiska avvägningar spelade en stor roll och förutom Fredrik III fanns även andra kandidater. Under längre tid hade prinsen av Wales, Fredrik Ludvig av Hannover, varit förlovad med prinsessan, men efter den preussiske kronprinsen Fredriks försök att fly Preussen och den följande rättegången kom kung Fredrik Vilhelm I att avbryta alla planer på det "engelska giftermålet". Det som talade för Fredrik av Brandenburg-Bayreuth som kandidat var framförallt möjligheten för den kungliga preussiska grenen av huset Hohenzollern att binda Brandenburg-Bayreuth närmare sig. Vigseln ägde rum den 30 november 1731, efter fortsatta förhandlingar mellan de båda staterna. 
Fredriks äktenskap med Wilhelmine var till en början lyckligt och i äktenskapet föddes en dotter, Elisabeth Fredrika Sofia av Brandenburg-Bayreuth. Han kom senare att inleda en mångårig relation med den preussiska hovdamen Wilhelmine Dorothee von der Marwitz som blev hans mätress, vilket markgrevinnan försökte hindra genom att gifta bort rivalen.

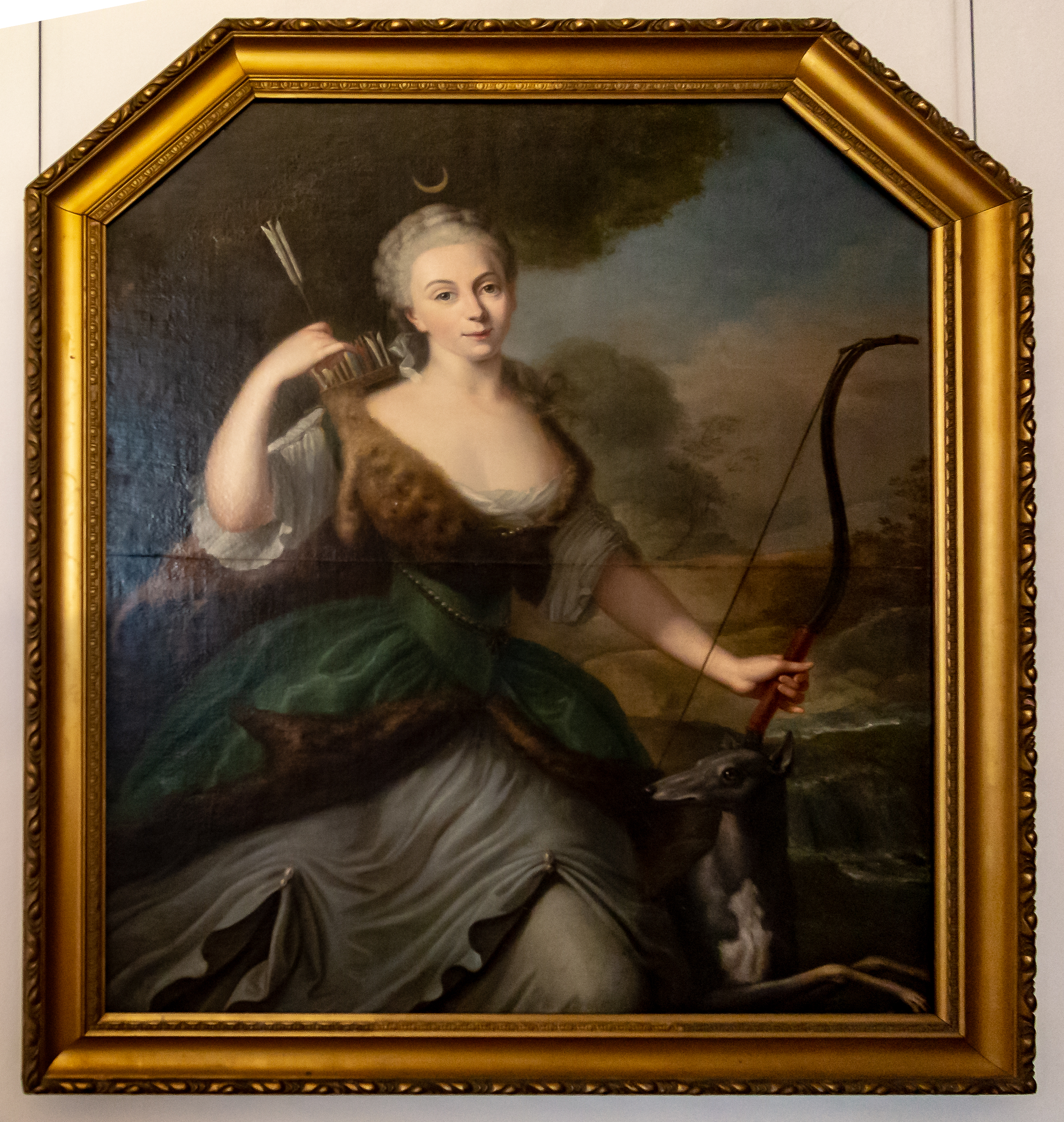
Sofia Karolina av Braunschweig-Wolfenbüttel avbildad som Diana.

Efter Wilhelmines död 1758 gifte Fredrik om sig med Sofia Karolina Maria av Braunschweig-Wolfenbüttel (1737–1817), dotter till Karl I av Braunschweig-Wolfenbüttel och prinsessan Filippa Charlotta av Preussen. Hans andra hustru var därmed systerdotter till hans första hustru. Det andra äktenskapet blev barnlöst.
Då Fredrik III saknade manliga efterkommande kom furstendömet att efter hans död ärvas av hans farbror, Fredrik Kristian av Brandenburg-Bayreuth.

### Regent
Den 17 maj 1735 avled Fredriks far markgreve Georg Fredrik Karl och Fredrik efterträdde honom som regent. Hans uppgifter som suverän furste kom till en början att överväldiga honom, då han av sin far och dennes rådgivare hållits långt från alla regeringsärenden. Anledningen var att de fruktade att Wilhelmine, som var en mycket stark personlighet, skulle utöva stort inflytande över den mer svage och labile Fredrik efter eget sinne och i Preussenvänlig riktning. Utan motstånd lät han styras av sina rådgivare och Wilhelmines argument bet till en början inte på honom. Hans fru kunde dock med tiden få mer inflytande. Den unge sekreteraren Philipp Elrodt fick ansvar för statsfinanserna och kom snabbt att befordras till förste minister och fick reda upp korruption bland ministrar och ämbetsmän, upptäckte fel i finansredovisningen, drev in gamla skulder och hittade nya inkomstkällor. Slutligen höjdes även Wilhelmines apanage och Fredrik skänkte henne ett lustslott i Bayreuth, Eremitaget.
Den mycket bildade markgreven visade sitt intresse för konst och vetenskap bland annat genom grundandet av det markgrevliga universitetet i Bayreuth 1742, vilket redan följande år 1743 flyttade till Erlangen. Han grundade 1756 Bayreuths konstakademi och lät från 1744 till 1748 uppföra det praktfulla barockoperahuset Markgräfliches Opernhaus i Bayreuth. Under hans regering uppfördes ett stort antal representativa byggnader och anläggningar; Eremitaget byggdes om och utvidgades med en ny slottsbyggnad och Soltemplet (färdigställt 1753), och Bayreuths stadsslott med slottsträdgården återuppfördes från 1754 efter att det gamla slottet förstörts i en brand. Det nya slottet utvidgades senare för Fredriks andra hustru Sofia Karolina Marias räkning även med den Italienska flygeln.
Markgreve Fredrik var även aktiv som militär befälhavare och gavs befälet över det pommerska dragonregementet Ansbach-Bayreuth av svärfadern kung Fredrik Vilhelm I. Senare utnämndes han till generalfältmarskalk i Tysk-romerska rikets armé över Frankiska kretsens trupper och befälhavare för den frankiska kretsens kyrassiärer. Han verkade för att hålla sitt furstendöme utanför konflikten mellan Fredrik den stores Preussen och Österrike, vilket lyckades om än med stora svårigheter under sjuårskriget. Under hans regering gjordes omfattande försök att mäkla fred i sjuårskriget, huvudsakligen initierade av markgrevinnan Wilhelmine.

## Eftermäle och minnesmärken
Fredrik framställs som en tidstypiskt upplyst furste, och var med tidens mått folkkär bland sina undersåtar. Han gjorde omfattande insatser för vetenskap och konst i sin residensstad Bayreuth och det universitet som han grundade går idag under namnet Friedrich-Alexander-Universität Erlangen-Nürnberg: "Friedrich" i namnet syftar på markgreven som grundare medan markgreve Alexander var en senare gynnare av universitetet. Markgräfliches Opernhaus som uppfördes under hans regering är sedan 2012 världsarvslistat.
Hans första hustru Wilhelmine av Preussen beskriver honom positivt i sina memoarer: "Han är glad och angenäm i umgänget, även om han får anstränga sig för att göra sig förstådd eftersom han mumlar. Han har en god fattningsförmåga och ett skarpt förstånd. Hans goda hjärta får alla som känner honom närmare att öppna upp sig. Han är storsint och hjälpsam, empatisk, hövlig, artig, ständigt på gott humör, kortfattad. Han har alla dygder utan några laster. Den enda svaghet jag funnit hos honom är en smula lättsinne."
Det första intrycket av Fredrik 1731 skildras så här:
"Denne furste är lång och välväxt; han ser elegant ut; hans drag är varken symmetriska eller vackra, men hans öppna, intagande och sympatiska fysionomi ursäktar hans brist på skönhet. Han framstod som livlig, slagfärdig och inte på något sätt blyg."
Den lokala leksakstillverkaren Playmobil släppte 2019 en playmobilfigur föreställande Fredrik III, som säljs av Erlangen-Nürnbergs universitet som han grundade.